# Regulatory fit
 (novembre 2015).
 (décembre 2017).
La théorie du regulatory fit (conceptualisée par E. Tory Higgins (en)) expose un phénomène essentiellement inconscient où la motivation du sujet n'est pas créée par le but qu'il cherche à atteindre, mais par la manière qui lui est proposée pour atteindre son but.
Le fit résulte d'une combinaison entre le regulatory focus d'un individu (c'est-à-dire la manière favorite d'atteindre ses objectifs) et une orientation stratégique (c'est-à-dire une méthode pour exécuter une tache).
Des expériences ont montre qu'un regulatory fit permet d'augmenter les chances d'un achat d'impulsion ou d'autres phénomènes.

## Référence
- Higgins, E. T. (2000). Making a good decision: Value from fit. American Psychologist, 55, 1217-1230.